# Buse à queue rousse
Buteo jamaicensis
Espèce
Statut de conservation UICN

 LC  : Préoccupation mineure
Statut CITES
La Buse à queue rousse (Buteo jamaicensis) est une espèce d'oiseaux de proie, un rapace d'Amérique du Nord.

## Identification
La Buse à queue rousse adulte a la queue de couleur rousse (ce qui lui a donné son nom), terminée ou non par une barre noire. Elle a des ailes longues et larges. L'adulte a le dos et le haut des ailes brun foncé. Son plumage est variable, allant du brun roux clair au brun foncé. Les parties inférieures sont plus claires que les supérieures. Le bas de l'abdomen est plus pâle que le reste du corps, traversé par une bande foncée. La queue est uniformément rousse et large.
Le bec est court et crochu, la cire est jaune, l'extrémité est noire. Les yeux sont brun foncé. Les pattes et les doigts sont jaunes.
La femelle est 25 % plus grande que le mâle, mais leurs plumages sont identiques.
L'immature ressemble aux adultes, mais  il a les yeux plus clairs. Il est davantage strié, sa queue est brune, barrée de plusieurs bandes foncées.
On trouve deux phases, la claire et la foncée, et au moins 14 sous-espèces, avec de grandes différences au niveau du plumage et de l'habitat.

## Vocalisations

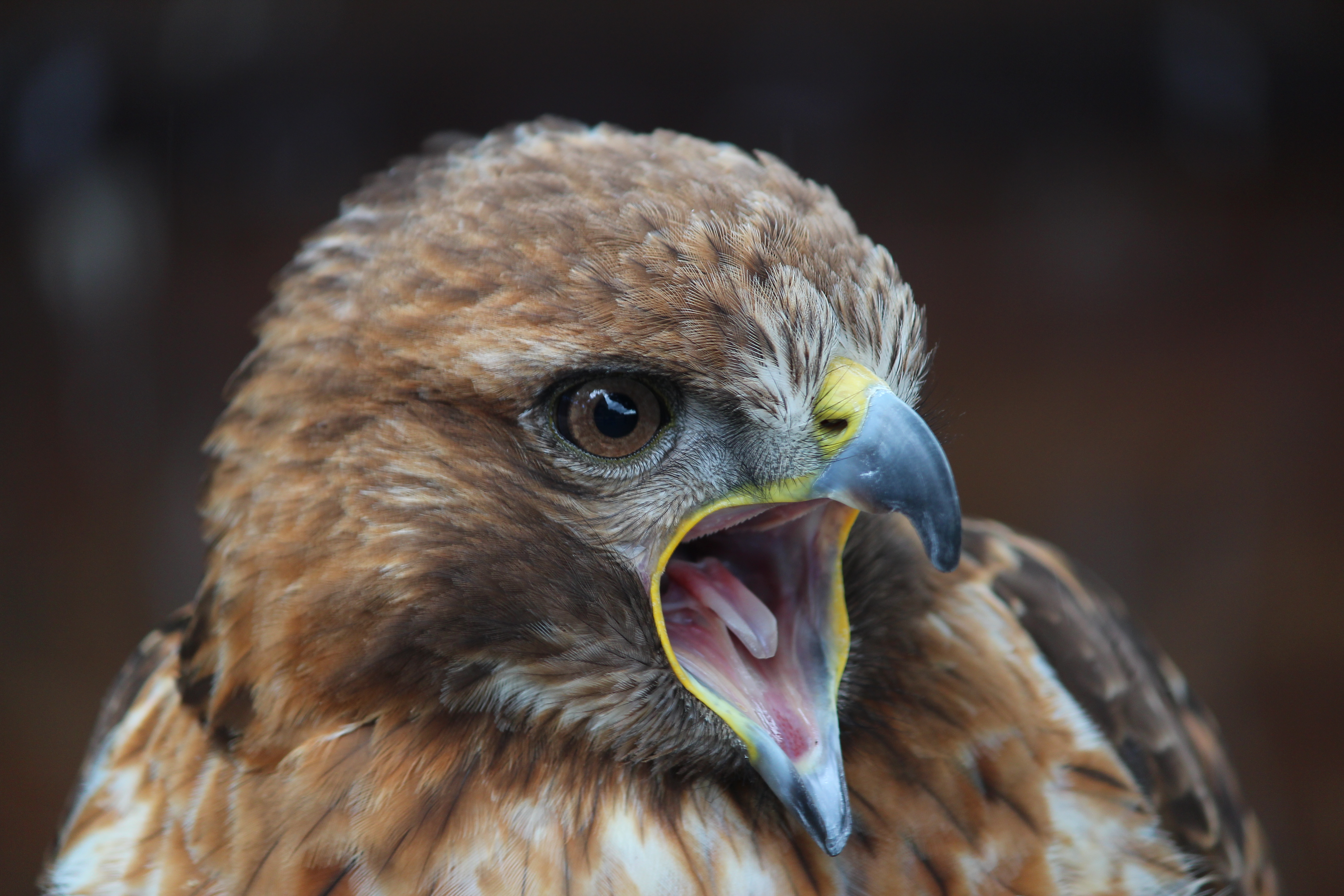
Une buse à queue rousse poussant un cri.

La Buse à queue rousse piaule ; son cri est une sorte de hennissement râpeux « keeeear ». Ce cri varie avec l'âge et le lieu. Il est souvent entendu quand il plane. Les jeunes émettent un doux et bas pépiement, devenant plus profond avec l'âge. Quand les parents quittent le nid, les jeunes émettent un vagissement perçant « Klee-uk » répété, pour quémander de la nourriture.
Ce cri féroce est souvent utilisé comme un cri de rapace générique à la télévision ou dans d'autres médias, même si l'oiseau en question n'est pas une buse à queue rousse.

## Comportements
La Buse à queue rousse chasse de plusieurs manières, et capture toute sorte de proies. Généralement, elle reste sur un pylône ou un perchoir haut, et fond sur sa proie dès qu'elle est repérée. Mais elle peut aussi chasser en volant, regardant au sol avec attention, grâce à sa vue perçante lui permettant de détecter le moindre mouvement à grande distance. Elle peut détecter une souris à 100 mètres de hauteur.

Elle utilise ses puissantes serres comme une arme. Elle peut aussi voltiger sur place contre les vents, cherchant une proie au sol. La Buse à queue rousse est active pendant le jour. Les petites proies sont portées sur le perchoir pour y être dévorées, tandis que les plus grosses sont consommées au sol.
Pendant la parade nuptiale, le couple plane en larges cercles en lançant des cris aigus, à grande hauteur. Le mâle plonge en un à pic abrupt, puis remonte, répétant ces manœuvres plusieurs fois, et à la fin, il s'approche de la femelle par en haut, et étend ses pattes pour agripper brièvement les serres de la femelle. Ils descendent alors en spirale vers le sol, se lâchant au dernier moment. Le mâle peut aussi attraper une proie et la passer à la femelle pendant le vol. Les deux partenaires s'accouplent après cette parade, debout sur un perchoir, se toilettant réciproquement, et là, la femelle permet au mâle de s'accoupler.
La Buse à queue rousse, comme la plupart des autres oiseaux, a des postures corporelles qui expriment un langage. Posture agressive, avec la tête et le corps dressés et les plumes hérissées; posture de soumission, avec la  tête basse et les plumes lisses ; parades aériennes pendant la période nuptiale ; vol ondulant et piqués, utilisés aussi dans la défense du territoire.
La Buse à queue rousse s'accouple pour la vie. Ce sont des oiseaux territoriaux, défendant agressivement leur zone, la femelle plutôt près du nid, et le mâle à travers tout le territoire.

## Habitat

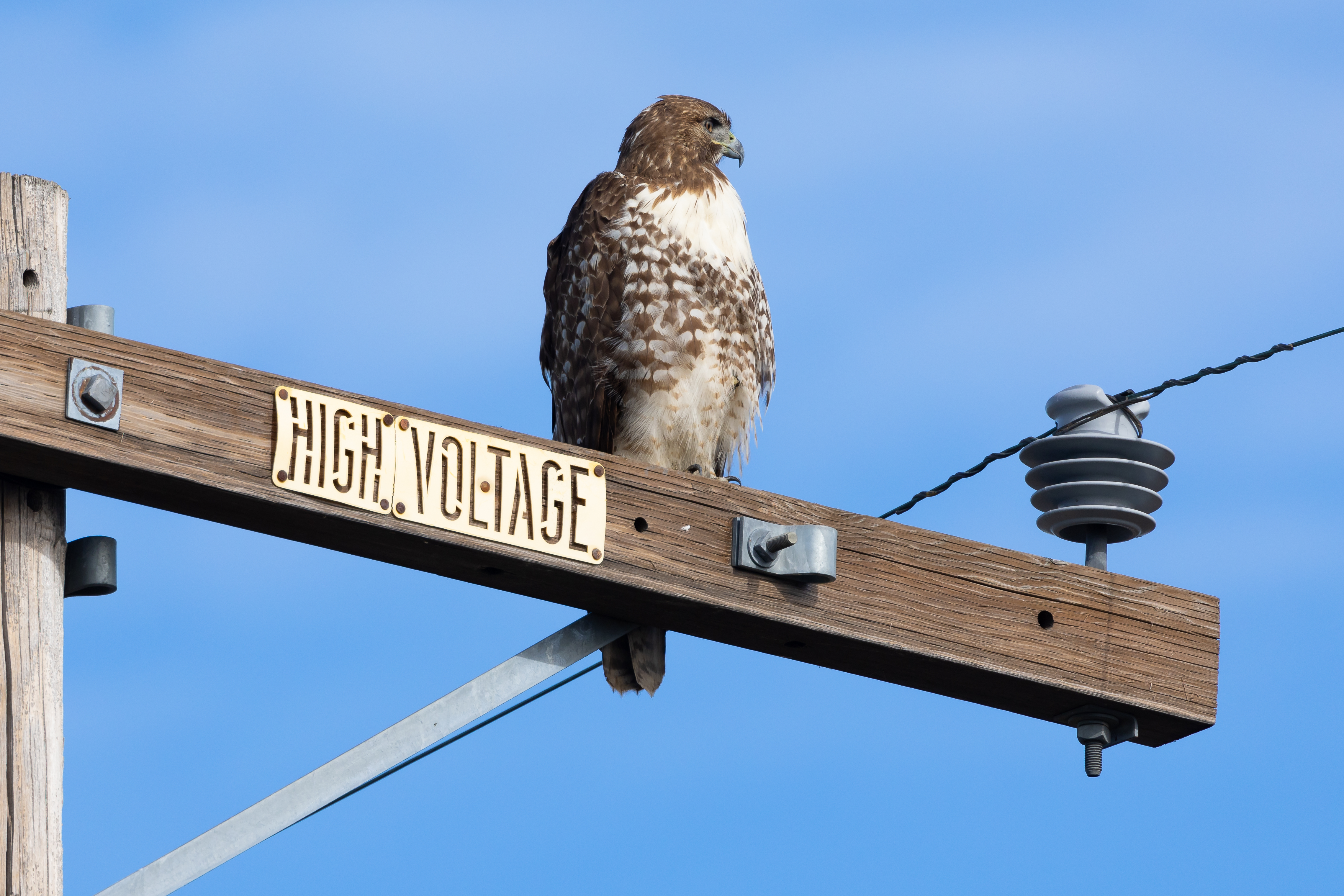
Une buse à queue rousse perchée sur un pilone électrique dans le Comté de Butte (Californie). Janvier 2022.

La Buse à queue rousse vit dans les zones herbeuses, les marais buissonneux, mais aussi dans les déserts ou les forêts, depuis le niveau de la mer jusqu'à des altitudes variables, mais près d'un cours d'eau, d'un lac ou d'un champ.
Elle n'hésite pas à même s'installer en ville (On la trouve même dans Manhattan, et dans Central Park)

### Répartition
La Buse à queue rousse se reproduit depuis l'Alaska jusqu'au Labrador, et vers le sud, jusqu'au Mexique, Bahamas et Caraïbes, et Amérique centrale. Elle hiverne depuis le sud du Canada jusque vers le sud du Mexique. Les oiseaux du nord migrent au sud en hiver, mais la plupart des autres oiseaux sont résidents à l'année, c'est le cas des populations vivant aux États-Unis, à l'exception de celle étant résidente au Minnesota et au Dakota du Nord ou les populations ne passent que l'été. A l'inverse sur les côtes du Mexique les buses ne passent que l'hiver.

## Vol

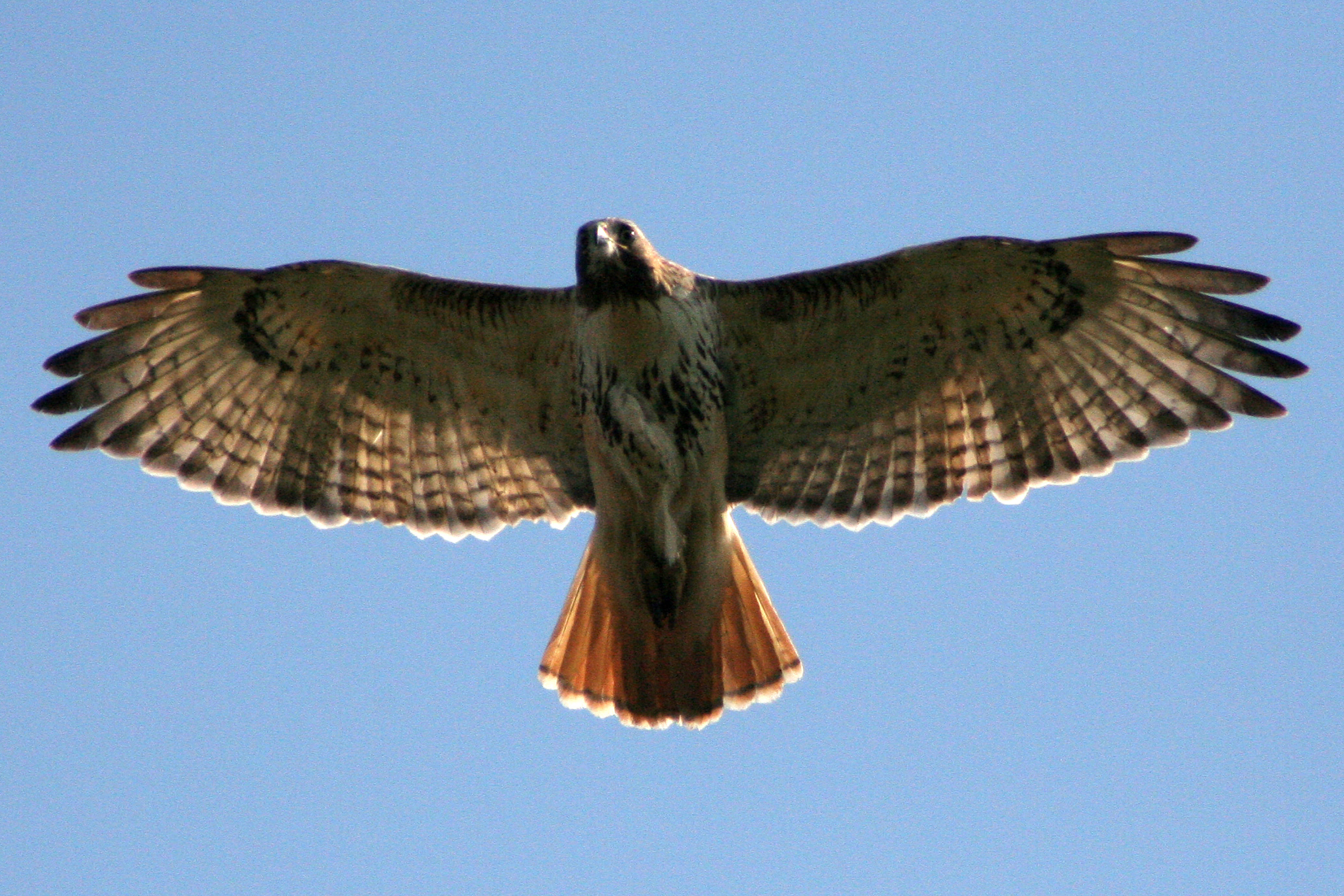
Buse à queue rousse en vol.

La Buse à queue rousse a un vol agile et puissant, effectuant des vols acrobatiques pendant la parade nuptiale. C'est un rapace qui vole haut. Il plane sans effort avec les ailes tendues en un V peu profond. C'est un oiseau très actif en vol, battant beaucoup des ailes.

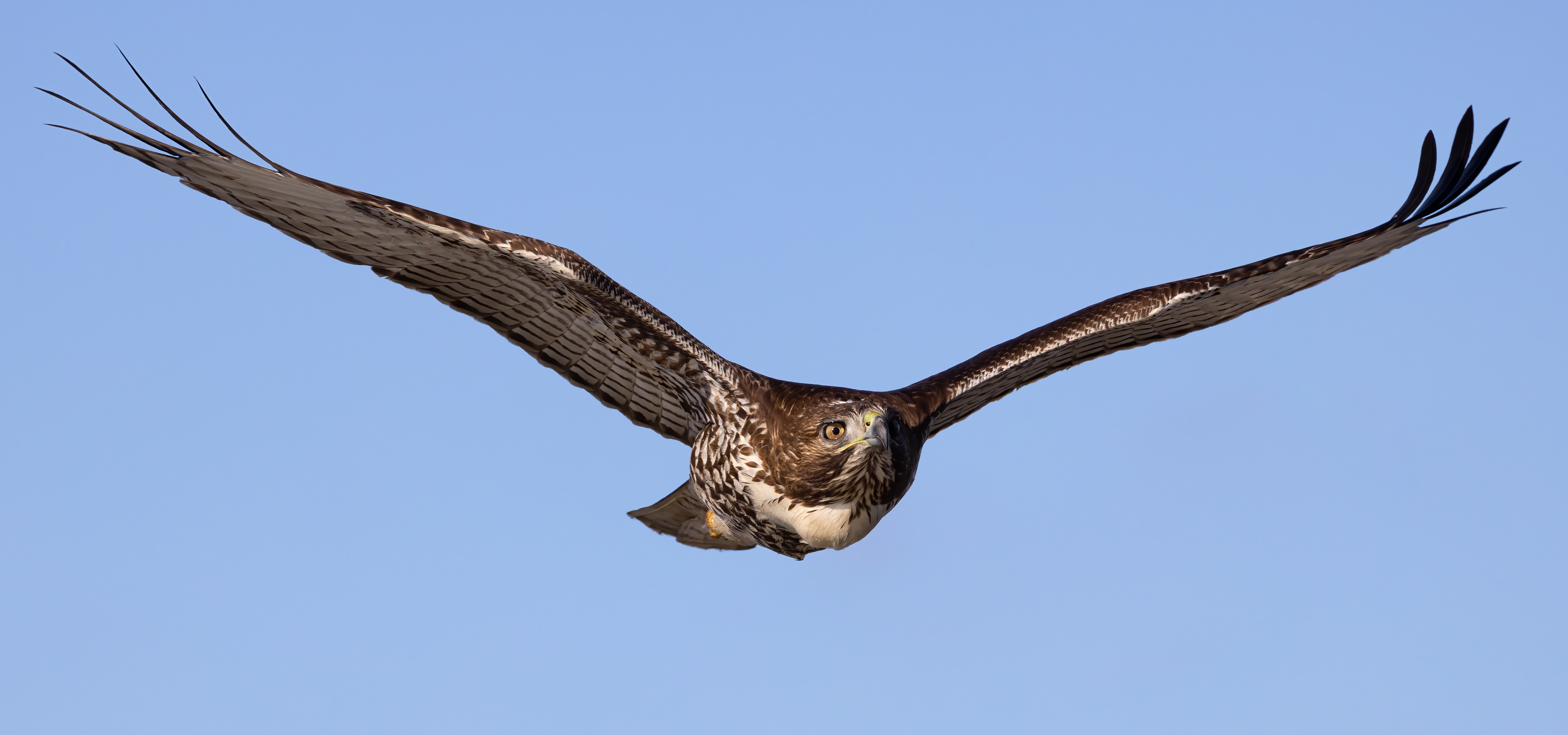
Buse à queue rousse juvénile en vol dans le Sacramento National Wildlife Refuge Complex dans le Comté de Butte (Californie). Décembre 2021.

## Nidification
Le nid de la Buse à queue rousse est un grand bol volumineux. Il est fait de brindilles, écorces, et feuilles, haut dans un arbre ou sur le bord d'une falaise. Il peut être réutilisé année après année. Le nid est construit par les deux adultes. Des matériaux frais, aiguilles de conifères et matériaux végétaux verts, sont déposés dans le nid tout au long de la période de reproduction, afin de le garder propre.
La femelle dépose 1 à 5 œufs blancs ou blanc bleuté, variablement tachetés de brun clair. L'incubation dure environ 28 à 35 jours, assurée par les deux parents, davantage par la femelle qui est nourrie au nid par le mâle.
Les jeunes naissent nidicoles. Ils sont couverts de duvet blanc et grandissent lentement.
Pendant cette période, la femelle les couve, et le mâle nourrit les poussins et la femelle en apportant de la nourriture au nid. La femelle nourrit les petits avec des petits morceaux prélevés sur les proies apportées.
Les poussins peuvent abandonner le nid à environ 42 à 46 jours, mais cette période peut durer jusqu'à dix semaines, le temps d'apprendre à voler et à chasser.
Les jeunes atteignent leur maturité sexuelle au bout de 3 ans, et cette espèce ne produit qu'une seule couvée par saison.

## Régime alimentaire
La Buse à queue rousse se nourrit principalement de petits mammifères (souris, rats, écureuils, rats musqués, belettes), d'oiseaux (canards, pigeons, râles, tourterelles, pics, faisans, corneilles et rarement de la volaille), des reptiles et des amphibiens, des poissons et des invertébrés. La Buse ne boit que très peu d'eau, sauf quand la température dépasse 33°.

## Protection / Menaces

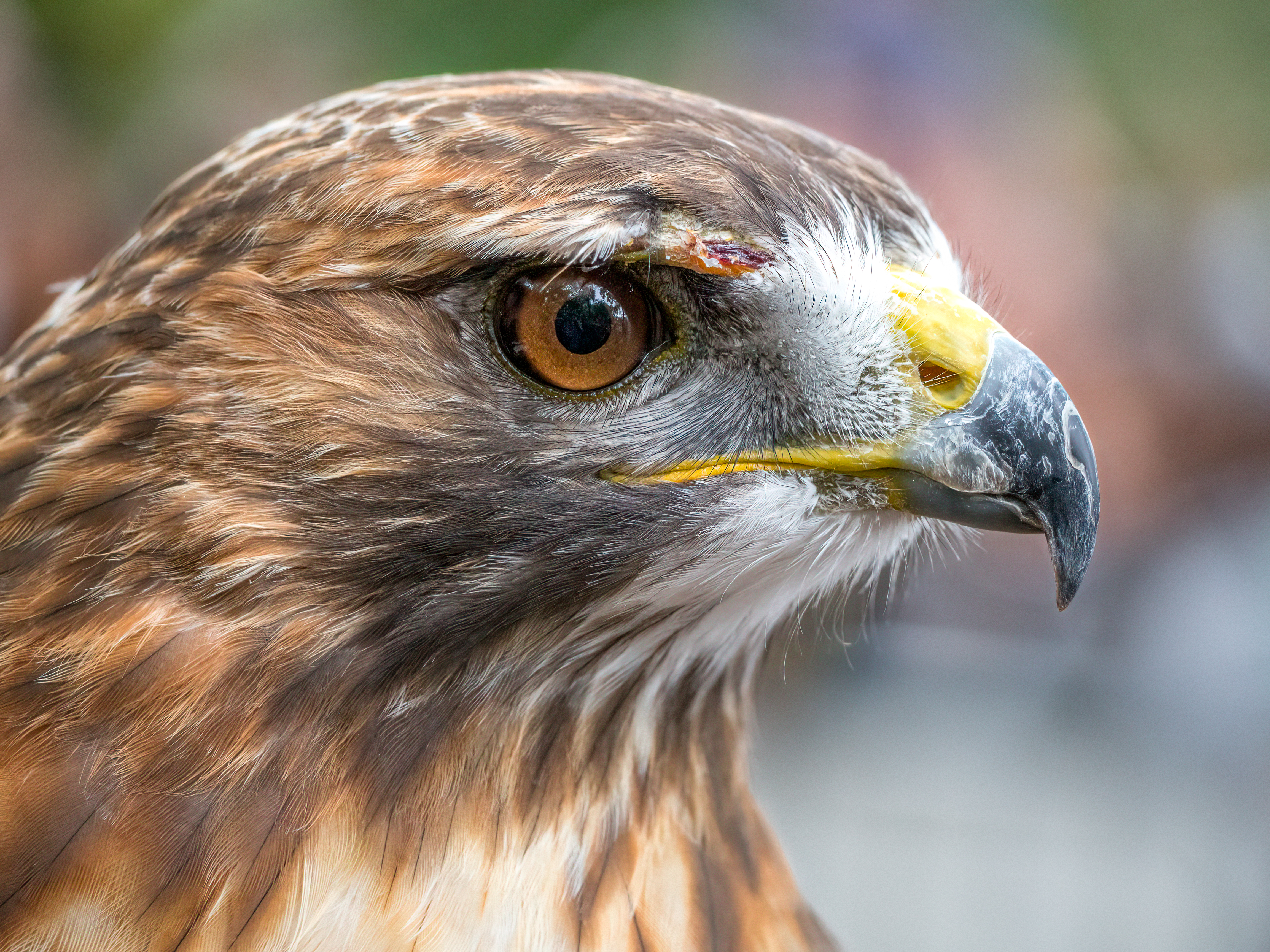
Portrait d'une buse à queue rousse à Raptor Fest, à Central Park. Cet animal a été soigné à la suite de blessures, mais ne peut plus être relâché dans la nature. Septembre 2019.

La Buse à queue rousse a peu de prédateurs, tels que le grand-duc d'Amérique et les corvidés, les renards roux et les ratons laveurs, qui dévorent poussins et œufs. Elle est menacée par les tirs, les collisions diverses, la perte de l'habitat et les dérangements humains sur les sites de reproduction. L'empoisonnement par le plomb tue aussi beaucoup d'oiseaux chaque année.

## Utilisations par l'homme
La Buse à queue rousse est un oiseau utilisé en fauconnerie en Amérique comme en Europe. Bien plus puissante que la Buse variable européenne, elle est utilisée pour la chasse au vol. Principalement utilisée pour capturer des proies comme des lapins ou des lièvres, elle est aussi capable de s'attaquer à des oiseaux.

## Sous-espèces
D'après la classification de référence (version 14.1, 2024) de l'Union internationale des ornithologues, la Buse à queue rousse possède 12 sous-espèces (ordre philogénique) : 
- Buteo jamaicensis alascensis Grinnell, 1909 ;
- Buteo jamaicensis harlani (Audubon, 1830) ;
- Buteo jamaicensis calurus Cassin, 1855 ;
- Buteo jamaicensis borealis (Gmelin, JF, 1788) ;
- Buteo jamaicensis suttoni Dickerman, 1993 ;
- Buteo jamaicensis fuertesi Sutton & Van Tyne, 1935 ;
- Buteo jamaicensis fumosus Nelsn, 1898 ;
- Buteo jamaicensis hadropus Storer, 1962 ;
- Buteo jamaicensis kemsiesi Oberholser, 1959 ;
- Buteo jamaicensis costaricensis Ridgway, 1874 ;
- Buteo jamaicensis umbrinus Bangs, 1901 ;
- Buteo jamaicensis jamaicensis (Gmelin, JF, 1788).

## Galerie

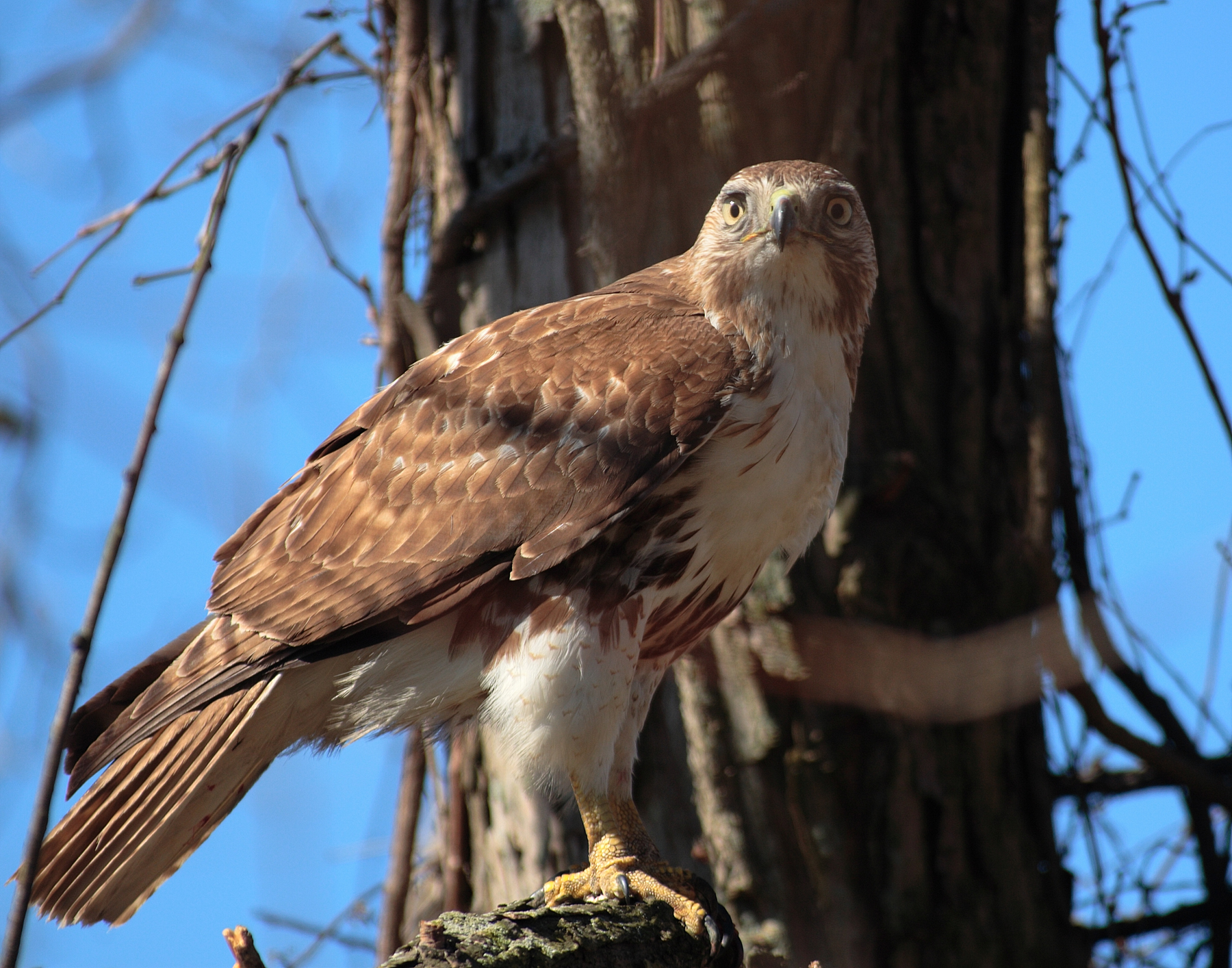
Buse à queue rousse
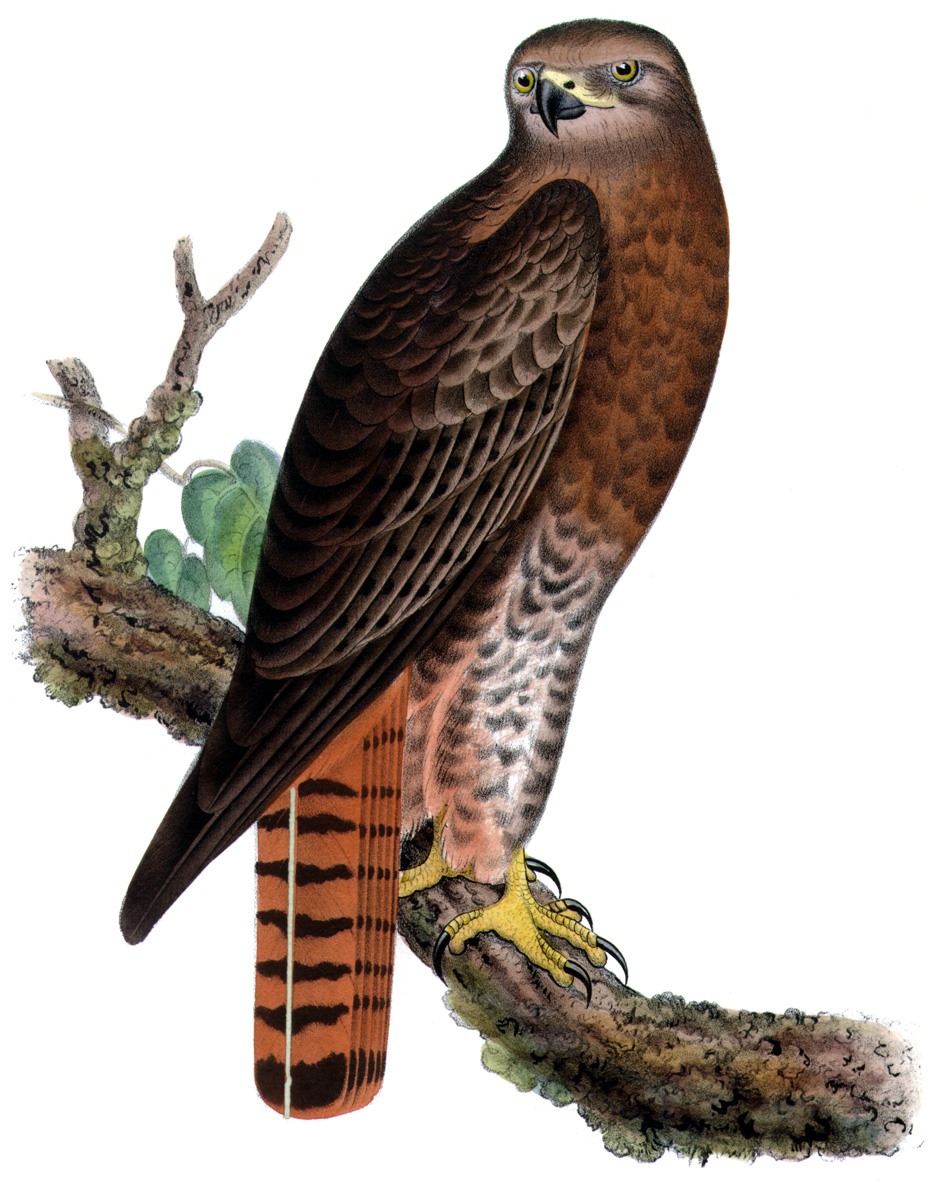
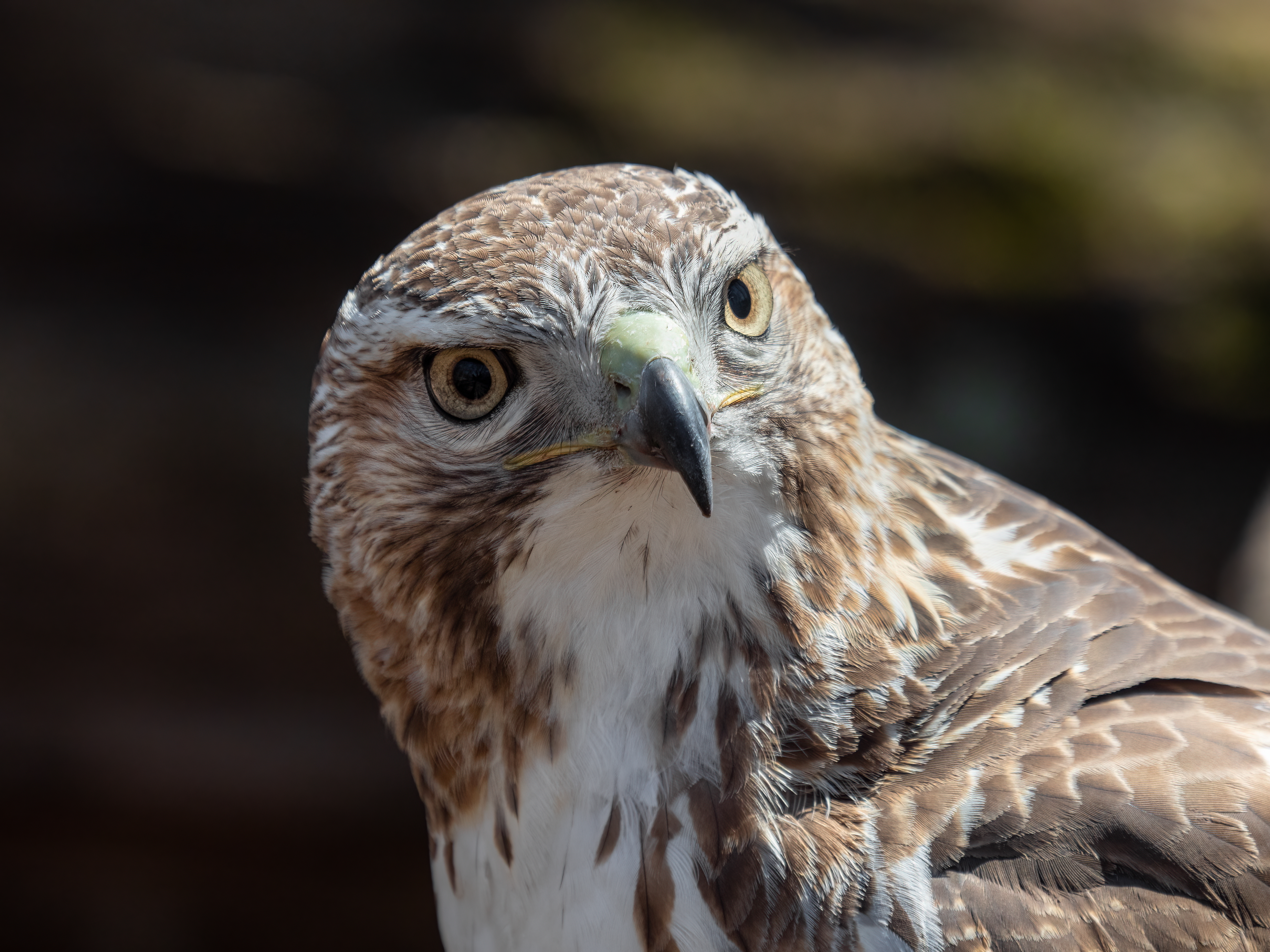
Une buse à queue rousse à The Ramble et The Lake de Central Park à New York. Avril 2022.

### Buses à queue rousse célèbres
- Pale Male
- Tobias (Animorphs)